# Валя-Лешулуй
Валя-Лешулуй (рум. Valea Leșului) — село у повіті Селаж в Румунії. Входить до складу комуни Лозна.
Село розташоване на відстані 380 км на північний захід від Бухареста, 36 км на північний схід від Залеу, 62 км на північ від Клуж-Напоки.

## Населення
За даними перепису населення 2002 року у селі проживали 86 осіб, з них 82 особи (95,3%) румунів. Усі жителі села рідною мовою назвали румунську.